# Owen Smith
Owen Smith (ur. 2 maja 1970 w Morecambe, Lancashire) – brytyjski polityk, od 2010 członek Izby Gmin z okręgu Pontypridd. Kandydat na przewodniczącego Partii Pracy w wyborach w 2016, w których był oponentem Jeremy’ego Corbyna. Minister zabezpieczenia socjalnego w gabinecie cieni Corbyna od 14 września 2015 do 27 czerwca 2016. Minister ds. Walii w gabinecie cieni Eda Milibanda od 15 maja 2012 do 14 września 2015.
Swoje poglądy określa jako socjaldemokratyczne. Wyraża dezaprobatę wobec cięć budżetowych, zwłaszcza w zakresie świadczeń socjalnych. Obiecał, że jako lider Partii Pracy będzie opowiadał się za zwiększeniem płac w sektorze publicznym i podwyższeniem płacy minimalnej. Zaproponował program inwestycyjny opiewający na 200 miliardów funtów skupiony na modernizacji i budowie infrastruktury, zwłaszcza dróg, mostów, szkół i budynków użyteczności publicznej. Polityk postuluje przywrócenie urzędu ministra ds. polityki socjalnej. Smith otwarcie opowiadał się za pozostaniem Wielkiej Brytanii w Unii Europejskiej w obliczu referendum. W lipcu 2016 zapowiedział, że jako przewodniczący Partii Pracy będzie starał się o zwołanie wcześniejszych wyborów parlamentarnych, by po raz kolejny przedstawić opinii publicznej problem członkostwa Wielkiej Brytanii w strukturach unijnych, opowiedział się także za organizacją kolejnego referendum członkowskiego.
Zgodnie z ogłoszonymi 24 września 2016 r. wynikami wyborów, Smith zdobył 193 229 głosów (38,2%), przegrywając z Jeremym Corbynem.